# Petr Mandl
Petr Mandl (Plzeň, 5 de novembro de 1933 – 24 de fevereiro de 2012) foi um matemático tcheco, que trabalhou com estocástica.
Mandl estudou na Universidade Carolina em Praga, obtendo o diploma em 1957. Trabalhou durante 20 anos na Academia de Ciências da Tchecoslováquia e lecionou na Universidade Carolina em especial ciências atuariais.
Foi fellow do Institute of Mathematical Statistics.

## Publicações selecionadas
- Pravděpodobnostní dynamické modely, Academia, 1985. (em tcheco)
- Analytical treatment of one-dimensional Markov processes, Grundlehren der mathematischen Wissenschaften 151, Springer 1968